# Harvey Leibenstein
Harvey Leibenstein (* 7. August 1922 in Iwanopil, Ukraine; † 28. Februar 1994 in  Cambridge, USA) war ein US-amerikanischer Wirtschaftswissenschaftler.

## Leben
Harvey Leibenstein wurde in der Ukraine geboren und emigrierte als Kleinkind nach Kanada. Seine Schulbildung erhielt er in Montreal. Danach studierte er zunächst an der Northwestern University, wo er 1945 den Bachelor of Science und 1946 den Master of Arts erlangte. 1951 wurde er an der Princeton University zum Ph. D. in Wirtschaftswissenschaften promoviert (Dissertation „Towards a Theory of Demographic-economic Development“).
Anschließend war Leibenstein von 1951 bis 1967 als Professor für Wirtschaftswissenschaften an der University of California, Berkeley tätig. Von 1967 bis 1987 lehrte er als „Andelot Professor of Economics and Population“ an der Harvard University.
Leibenstein führte den Begriff X-Ineffizienz ein, der die Überhöhung von Kosten durch Monopole beschreibt, wenn ihnen der Wettbewerb fehlt. Leibenstein konnte damit zeigen, dass es sehr schwierig ist den „Marktpreis“ der Produkte eines Monopols festzustellen, mit denen nach John Maurice Clark die Güte des Monopols bestimmt werden sollte.
Der Begriff der X-Ineffizienz wird ebenfalls in der Bürokratietheorie verwendet.
Leibenstein veröffentlichte eine Reihe von Büchern zu wirtschaftstheoretischen Themen, darunter Economic Backwardness and Economic Growth (1957), Beyond Economic Man (1977) und Inside the Firm: The Inefficiency of Hierarchy (1987).
1994 starb Harvey Leibenstein im Alter von 71 Jahren an einer Krebserkrankung in seinem Zuhause in Cambridge. Er hinterließ seine Ehefrau und einen Bruder.